# 小島卓 (政治家)
小島 卓（こじま すぐる、1939年（昭和14年）8月22日 - ）は、日本の政治家。元埼玉県白岡市長（3期、白岡町長時代を含む）、自民党白岡支部長。白岡町議会議員（3期）を歴任した。

## 来歴
埼玉県南埼玉郡白岡町高岩に生まれた。白岡町立篠津小学校、白岡町立篠津中学校（現白岡市立篠津中学校）卒業。1958年3月、埼玉県立不動岡高等学校卒業。同年4月、埼玉県信用農業協同組合連合会（JA埼玉県信連）に就職する。1996年3月、同団体を退職。1998年5月、株式会社埼玉県農協総合情報センターの代表取締役に就任。1999年3月、同職を退任。 
1999年4月から白岡町議会議員を3期務めた。
2008年11月16日に行われた白岡町長選挙に無所属で立候補し初当選。同年11月26日、町長就任。
2012年10月1日、白岡町が市制施行して白岡市が誕生。その直後の11月18日に行われた白岡市長選挙に自由民主党の推薦を得て無所属で立候補。元白岡町議会議員の岡本良を僅差で破り、2期目の当選を果たした。
2016年11月20日に行われた白岡市長選挙に無所属で立候補。会社会長の中川幸広を破り、3期目の当選を果たした。
2022年春の叙勲で旭日小綬章を受章。

## 不祥事
2016年の市長選の際に告示日前に推薦依頼状を渡すなどしたとして、公職選挙法違反の疑いで埼玉県警に書類送検された。